# Зубрёнок (конкурс)
Игра-конкурс «Зубрёнок» — белорусско-российский детский интеллектуальный конкурс по физике.

## О конкурсе

#### История
Инициатором конкурса выступил Г. В. Нехай, сотрудник Академии последипломного образования (г. Минск).
Впервые конкурс был проведен в Беларуси в 1997 году.
В Беларуси конкурс ежегодно организует и проводит Белорусская ассоциация «Конкурс» совместно с Академией последипломного образования при поддержке Министерства образования Республики Беларусь.
В России игра-конкурс «Зубрёнок» проводится с целью развития и поддержки интереса школьников к изучению физики.
Конкурс проводится по правилам популярного международного математического конкурса «Кенгуру».
В отличие от олимпиад, участниками конкурса «Зубрёнок» могут быть все желающие 6—11 классов. Конкурс не предполагает предварительного отбора и последующего отсева участников.
Участие в конкурсе платное. Организационные взносы расходуются на организацию конкурса, приобретение и изготовление призов.

#### Правила проведения конкурса
Конкурс проводится в тех школах, лицеях, гимназиях, где обучаются участники, в один и тот же день, в одно и то же время. Работа непосредственно над заданием продолжается ровно 1 час 15 минут. Во время выполнения задания участникам запрещается пользоваться компьютерами, калькуляторами, справочной литературой, учебниками, конспектами и т. д. Каждый участник выполняет задание самостоятельно.
Участникам конкурса предлагается задание из 30 вопросов. Каждый вопрос содержит 5 вариантов ответа, среди которых только один правильный.
На старте каждый участник получает 30 баллов.
За каждый правильный ответ в зависимости от группы сложности вопроса участнику начисляются 3, 4 или 5 баллов. За каждый неправильный ответ вычитаются соответственно 3/4, 1 или 5/4 балла. За отсутствие ответа баллы не начисляются и не вычитаются. Сложность вопросов определяется по числу участников, ответивших на них правильно. 10 наиболее лёгких вопросов оцениваются по 3 балла, 10 наиболее трудных вопросов оцениваются по 5 баллов, остальные 10 вопросов оцениваются по 4 балла. Победители конкурса определяются по наибольшему числу набранных баллов.
Максимальное количество баллов, которое может набрать участник — 150.

#### Подведение итогов и награждение участников

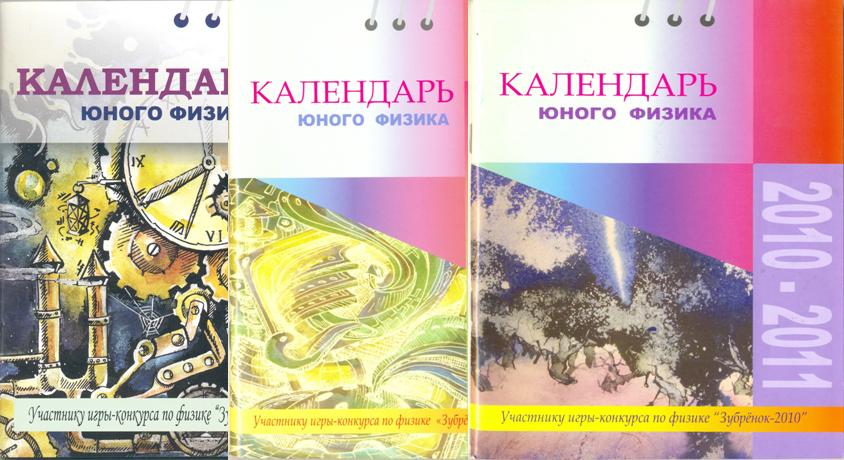
«Календари юного физика», изданные в качестве приза участникам конкурса «Зубрёнок».

В конкурсе нет проигравших. Независимо от результата каждый участник получает приз «для всех». Предусматривается дополнительное поощрение участников, показавших лучшие результаты в своих районах (городах), областях и стране.
Итоговые протоколы и призы вручаются участникам конкурса через районные (городские) и школьные оргкомитеты через 2—3 месяца после даты проведения конкурса.
Итоги командных выступлений между классами, школами, районами и областями не подводятся.
Каждому участнику вручается свидетельство участника конкурса «Зубрёнок», книги по физике, значки, календари. Участники конкурса, показавшие лучшие результаты в стране, в областях и районах, награждаются соответствующими сувенирными медалями.

## Количество участников конкурса
- В Беларуси в конкурсе «Зубрёнок — 2010» приняли участие 39540 учащихся из 2289 учреждений образования 147 районов (городов).
- В России в конкурсе «Зубрёнок — 2011» приняли участие 68355 учащихся из 3100 учреждений образования.